# Ksamil
Ksamil (albanisch auch Ksamili, griechisch Εξαμίλιο Examilio) ist ein Badeort ganz im Süden Albaniens am Ufer des Ionischen Meers, aber auch der Name von vier kleinen Inseln und der langen Halbinsel zwischen dem Butrintsee im Osten und dem Meer, auf der der Ort ungefähr 15 Kilometer südlich von Saranda liegt. Die bis Ksamil sehr schmale Halbinsel verbreitert sich südlich des Orts und formt eine attraktive Küste mit vielen Buchten mit Sandstrand und einigen kleinen Inseln. Von Ksamil, das an der engsten Stelle der Straße von Korfu liegt, sind es keine vier Kilometer zur griechischen Insel Korfu. Die administrative Einheit von Ksamil, zu der auch das Dorf Manastir gehört, hat 2731 Einwohner (Volkszählung 2023), leicht weniger als noch im Jahr 2011 mit 2994 Einwohnern.
Vier Kilometer weiter südlich, ganz am Ende der Halbinseln, finden sich die Ruinen der antiken Stadt Butrint, die zum UNESCO-Welterbe gehören. Der im Jahr 2000 angelegte Nationalpark Butrint beginnt gleich am südlichen Ortsrand und umfasst das südöstliche Ende der Halbinsel mit dem 232 m ü. A. hohen Berg Sotira sowie südlich des Vivar-Kanals gelegene Feuchtgebiete.

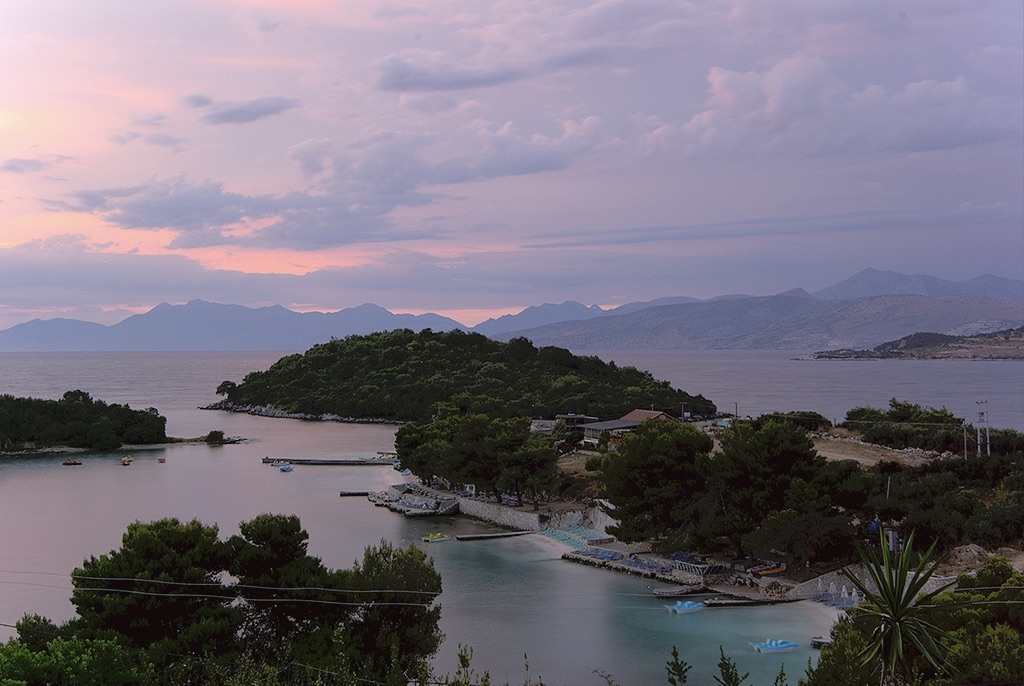
Bucht von Ksamil

Ksamil entwickelte sich seit dem Jahr 2000 rasant zu einem Sommerbadeort, der vor allem albanische Touristen aus dem In- und Ausland anlockt. Die kleine Gemeinde ist dadurch stark gewachsen. Es entstanden viele kleine Hotels und Restaurants, und viele Einheimische vermieten Zimmer oder ganze Häuser. Seit 2009 gibt es auch einen Campingplatz in Ksamil. Unter der planlosen Bautätigkeit hat die einst kaum berührte Schönheit der Gegend stark gelitten.

Der Ort hat zwar einen antiken Namen: Heksamilion. Ksamil geht aber auf eine Neugründung in den 1960er Jahren zurück. Damals wurden weite Teile der Halbinsel terrassiert und Kulturen mit Zitrusfrüchten sowie Oliven-Haine angelegt. Ksamil wurde als Wohnort für die Arbeiter der Staatsfarm angelegt. Zuvor war die Halbinsel ödes, mit Dornengestrüpp bewachsenes Land, das lediglich Ziegen und Schafen als Weideland diente. Für den Besuch des sowjetischen Ministerpräsidenten Nikita Chruschtschow wurde 1959 eine Straße nach Butrint angelegt, womit auch die Halbinsel von Ksamil erschlossen wurde.